# Chiesa di San Nicola (Ústí nad Labem)
La chiesa di San Nicola (in ceco Kostel svatého Mikuláše) è il luogo di culto che si trova a Všebořice, frazione di Ústí nad Labem, comune del Distretto di Ústí nad Labem, nella omonima regione, Repubblica Ceca. La parrocchia appartiene alla diocesi di Litoměřice, suffraganea dell'arcidiocesi di Praga. La chiesa che ci è pervenuta fu costruita nel 1694 sul sito di una chiesa gotica più antica, menzionata per la prima volta nel 1352. La sua costruzione nelle forme recenti risale al XVII secolo e viene considerata un monumento culturale nazionale.

## Storia

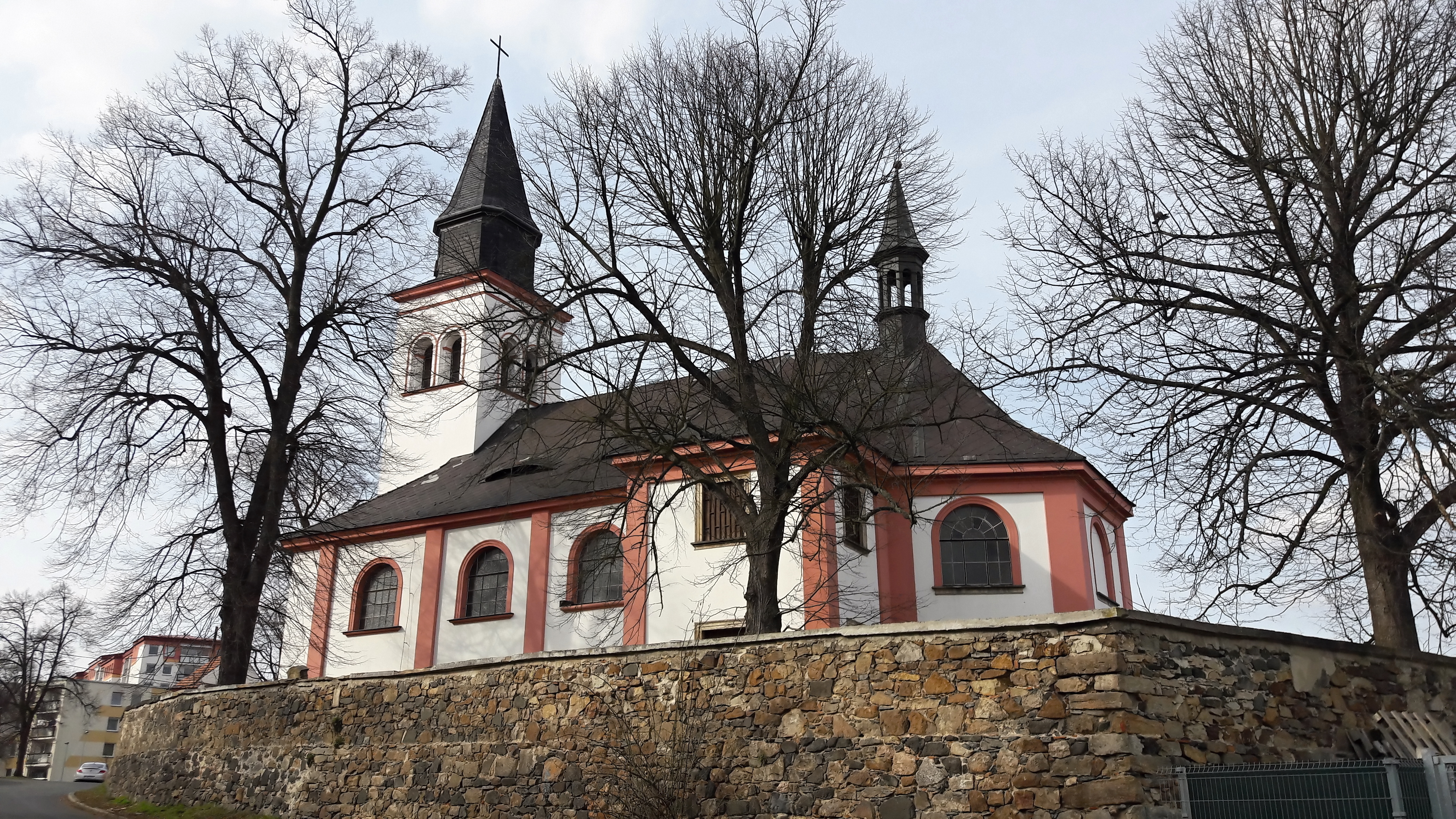
Chiesa di San Nicola con la sua torre campanaria e la parte absidale vista sulla facciata laterale a destra

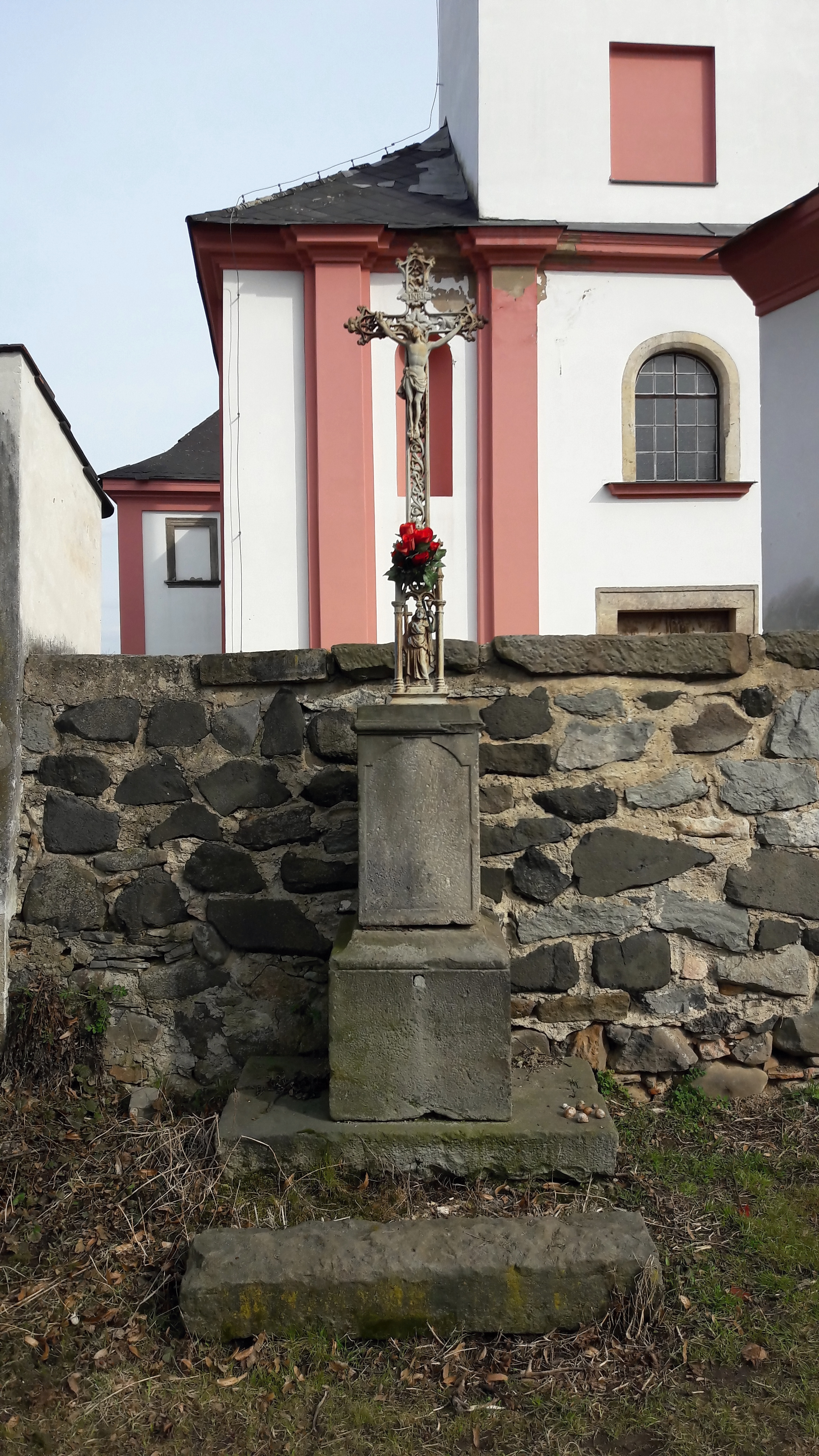
Croce posta all'esterno del muro di cinta

La chiesa di Všebořice è menzionata nell'elenco delle decime papali del decanato di Ústí del 1352. A quel tempo non era propriamente una chiesa ma una struttura fortificata fondata probabilmente nel XII secolo. La chiesa originaria che poi venne modificata rimase in funzione fino alla fine del XVII secolo, quando, su autorizzazione del concistoro di Litoměřice, fu demolita e sostituita con una nuova. L'allora proprietario della struttura fortificata, Ludvík Richard Cavriani che già possedeva il castello di Krásné Březno, fornì i materiali da costruzione che fece pagare solo la metà del prezzo corrente di mercato. La chiesa in stile barocco fu completata nel 1694 mentre la sua torre campanaria venne eretta solo quattro anni più tardi, nel 1698, e contemporaneamente fu completato il muro di recinzione dell'area cimiteriale, ultimato nel 1702 e indicato con la data incisa sopra l'ingresso. Nel 1717 fu completato l'ossario nell'area cimiteriale. In questo periodo furono probabilmente trasferite dalla vecchia chiesa sul muro esterno del presbiterio le lapidi tombali di Wolf Soldan di Steinbach e di sua moglie Margareta, realizzate dal figlio Albrecht. Anche la sua lapide si trova nel cimitero. Parti di queste lapidi furono collocate nel frontone dell'ex ossario e in parte vennero impiegate come materiale da costruzione e come cornice nella chiesa. L'organo fu aggiunto nel 1720 e col tempo furono aggiunti il confessionale, l'altare maggiore con la pala d'altare raffigurante San Nicola e le statue raffiguranti San Venceslao e San Procopio oltre all'altare dedicato a San Giovanni Nepomuceno. La chiesa ha assunto le forme che ci sono pervenute dopo la ricostruzione nel 1858. La chiesa è stata aperto al culto della Chiesa cattolica fino al 1960 e in seguito fu impiegata come magazzino e poi come deposito. Attorno alla fine del secolo l'edificio fu in pericolo di demolizione. Dal 2018 è di proprietà della Chiesa ortodossa ed è oggetto di restauri.

## Descrizione

### Esterni
La chiesa di San Nicola si trova a sud della via Všebořická, sul lato orientale dell'antico villaggio di Všebořické, nel comune di Ústí nad Labem nella omonima regione in Repubblica Ceca. Sul lato occidentale del villaggio si trovava il castello rinascimentale di Všebořice. Il complesso della chiesa è costituita dal luogo di culto vero e proprio e dall'area recintata che un tempo era un cimitero che comprendeva un ossario e una camera mortuaria costruita sul lato orientale del muro di cinta.

### Interni
La navata interna è unica e gli arredi sono molto semplici. Si tratta di una struttura in restauro a causa dei lunghi anni di abbandono come luogo di culto.

### Monumento culturale della Repubblica Ceca
La tutela dei monumenti della Repubblica Ceca considera la chiesa di San Nicola a Ústí nad Labem un monumento culturale tutelato col numero di catalogo 1000154611.